# Hanan Tork
Pour les articles homonymes, voir Tork.
Hanan Tork (arabe: حنان ترك) (née le 7 mars 1975) est une actrice égyptienne et ancienne ballerine. Elle est née sous le nom de Hanan Hassan Muhammad Abd El Karim (en arabe : حنان حسن محمد عبد الكريم), et est parfois créditée sous celui de Hanane Turk et Hanan Turk. Elle a deux frères: Hussein et Hossam. Son père possédait une usine de vêtements (Al Turki pour les robes). En plus de son travail dans les arts, Hanan est aussi une ambassadrice dans le monde entier pour la charité internationale islamique de secours.  Elle a commencé sa carrière en tant que danseuse et a terminé ses études à l'Institut du Caire Ballet en 1993. Elle est ensuite devenue  membre du groupe de ballet du Caire et peu s'est mise au ballet classique.

## Filmographie

### Cinéma
- L'Autre de Youssef Chahine

### Séries télévisées
- 2012 Sister Teresa
- 2011 Nona El Mazouna
- 2009- 2010 Bassant and Diyasty
- 2010 Blind Cat